# 姬隐蜂鸟
，是雨燕目蜂鸟科的一种鸟类。
姬隐蜂鸟体重约2.6克，翼长约34.4毫米，嘴峰长约23.1毫米，喙宽度约1.7毫米，喙厚度约1.8毫米，跗蹠长约3.8毫米，尾长约26.8毫米。姬隐蜂鸟在其分布区内为留鸟，其栖息在密集的高大树木组成的森林中，食性为草食性，主要食物来源是植物的花蜜。
姬隐蜂鸟分布于巴西东南部的低地（巴伊亚至里约热内卢）。该物种是单型物种，没有亚种分化。